# Linda Boström Knausgård
Linda Boström Knausgård (15 de octubre de 1972, Boo, Suecia) es una novelista y poeta sueca. Debutó en 1998 con el poemario Gör mig behaglig för såret. Su descubrimiento se produjo en 2011 con la colección de cuentos Gran Mal. Con su primera novela, Helioskatastrofen, obtuvo Premio Mare Kandre en 2014. Su segunda novela, Bienvenidos a América, se ha traducido a más de veinte idiomas y fue nominada al Premio August y al Premio Literario Svenska Dagbladet.

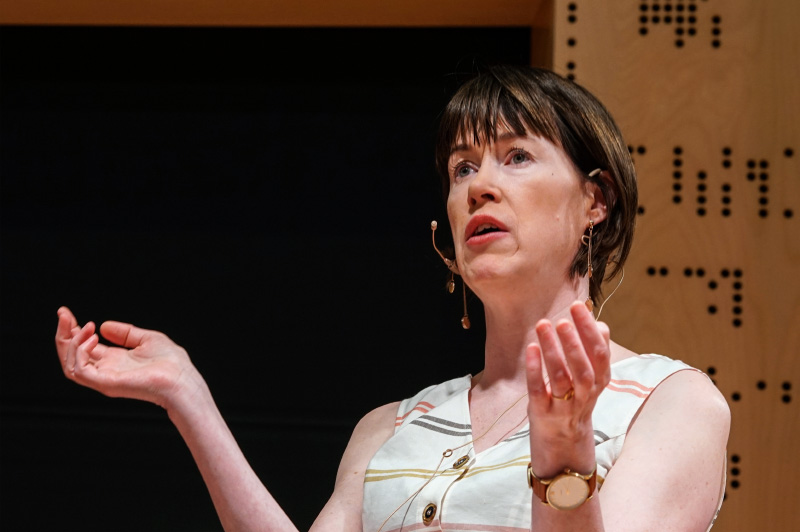
Linda Boström Knausgård en LiteratureXchange Festival en Aarhus (Dinamarca 2019)

## Trayectoria
Boström Knausgård debutó en 1998 con el poemario Gör mig behaglig för såret.  Se dio a conocer a la crítica en 2011 con la colección de cuentos Grand Mal, que consta de veinte textos en prosa densos, breves y de alta densidad. Boström Knausgård sufre un trastorno bipolar, y su tratamiento se convirtió en tema de un documental de radio, titulado Jag skulle kunna vara USA:s president, que produjo para Sveriges Radio en 2005. En 2013 se publicó su tercer libro, la novela Helioskatastrofen. En enero de 2013 comenzó a escribir crónicas para el diario regional Ystads Allehanda.

## Vida personal
Boström Knausgård estuvo casada con el autor noruego Karl Ove Knausgård hasta noviembre de 2016. Vivían en la región de Österlen en el sureste de Suecia y tienen cuatro hijos. Linda Boström Knausgård es hija de la actriz Ingrid Boström.